# 德拉·德斯迪亚拉·哈里斯
德拉·德斯迪亚拉·哈里斯（1992年12月8日—），印尼女子羽毛球運動員。在世界排名，她与安迪妮的组合最高排名第二十三（注：出道时期）。
青年赛方面，2010皆在混团及混双夺铜（注：亚青）。此外，2009皆在混双夺银；其中在第11赛事，亦是她在青少年时期最出色的双打战绩（注：世青）。
在世界羽联团体赛方面，她三次入选優霸盃的主力成员，但未能助印尼队赢得奖牌，最为出色的佳绩是女团八强（2012、2016及2018）。此外，她两次入选蘇迪曼盃的主力成员，但未能助国家队赢得奖牌，最为出色的佳绩是混团八强（2015（注：没有出场）和2017）。在亚洲最高赛事方面，她曾入选亚运会女双主力，助国家队赢得奖牌，最为出色的佳绩是女团季军（2018）。在亚洲第二赛事方面，她曾赢得亚锦赛奖牌；其中在第38届和第39届赛事，与搭档里基·艾美莉雅·普拉蒂普塔连续两年打入四强，亦是她的最好战绩。在州属运动会方面，在州属运动会，目前并未有过参加东运会。而亚洲区域赛方面，她曾入选亚团赛及亚团混赛的成员主力，多次助球队赢得奖牌，最为出色的佳绩是女团季军（2018及2019）。在世界运动会方面，目前并未有过参加世大运。
職業生涯已獲得的女子雙打冠軍如下：1座越南公開賽（2016）、1座荷蘭公開賽（2017）、1座馬來西亞國際挑戰賽（2015）、1座印度國際挑戰賽（2011）及1座保加利國際賽（2014）
奧運會及世錦賽主项女双方面，目前并有过参加奧運；2011皆止步於32強、2014和2018皆止步於8強及2019皆止步於16強。

## 選手生涯

### 2009年
2009年10月，德拉·德斯迪亚拉·哈里斯参加馬來西亞亞羅士打舉行的世界青年羽毛球錦標賽，與搭档的安加·普拉塔玛在混双决赛以1比2（19-21、21-14、17-21）不敌泰国强档的玛尼蓬·宗集/罗乍那·楚他汶迪恭，赢得世青赛混双亚军。

### 2010年
2010年6月，德拉·德斯迪亚拉·哈里斯與苏琪·里基·安迪妮出戰印度羽毛球黃金大獎賽，在準决赛中以0比2 （16-21、17-21）不敌赛会头号种子、新加坡的姚蕾/欣塔·穆利亚·萨里。年尾12月，她继续與苏琪·里基·安迪妮出戰印度羽毛球大獎賽，在準决赛中以0比2 （14-21、19-21）不敌赛会3号种子、马来西亚的黄惠恩/黄惠龄。

### 2011年
2011年12月，德拉·德斯迪亚拉·哈里斯與苏琪·里基·安迪妮出戰印度羽毛球國際挑戰賽，在决赛中以2比0 （23-21、21-13）击败了赛会2号种子、队友的盖比·里斯蒂亚妮·伊马万/蒂亚拉·罗萨莉娅·努莱达赫，夺得俩人合作以来的第一个冠军。

### 2012年
2012年10月，德拉·德斯迪亚拉·哈里斯與苏琪·里基·安迪妮出戰中華台北羽毛球黃金大獎賽，在决赛中以0比2 （15-21、12-21）不敌同胞的皮娅·泽巴迪娅·贝尔纳德特/里基·艾美莉雅·普拉蒂普塔。

### 2013年
2013年10月，德拉·德斯迪亚拉·哈里斯與英吉娅·西塔·阿凡达出战荷蘭羽毛球大獎賽，在女双决赛以0比2（15-21、7-21）不敌中国的包宜鑫/汤金华，赢得亚军。

### 2014年
2014年8月，德拉·德斯迪亚拉·哈里斯與新搭档的英吉娅·西塔·阿凡达出戰印尼羽毛球國際挑戰賽，在準決賽中以1比3 （9-11、2-11、11-9、7-11）不敌赛会4号种子、队友的申迪·普斯帕·伊拉瓦蒂/维塔·玛丽莎。同年10月，她改为與盖比·里斯蒂亚妮·伊马万出戰保加利亞羽毛球國際賽，在决赛中以2比1 （21-9、18-21、21-18）击败了同胞的里琳·阿米莉亚/科马拉·戴维，夺得冠军。接着10月，她继续與盖比·里斯蒂亚妮·伊马万出戰荷蘭羽毛球大獎賽，在準決賽中以0比3 （9-11、7-11、8-11）不敌赛会头号种子、荷兰的埃菲耶·穆斯肯斯/塞莱娜·皮克。

### 2015年
2015年2月，德拉·德斯迪亚拉·哈里斯与罗西尔塔·伊卡·普特里·萨里出战奧地利羽毛球公開賽，在女双準決賽以1比2（20-22、21-19、19-21）不敌英格兰强档的希瑟·奥利弗/劳伦·史密斯。同期2月，她與搭档罗西尔塔·伊卡·普特里·萨里出戰德國羽毛球黃金大獎賽，在决赛中以1比2 （18-21、21-17、9-21）不敌赛会2号种子、丹麦强档的克里斯汀娜·彼德森/卡米拉·吕特·尤尔。接着8月，她與另一位的里基·艾美莉雅·普拉蒂普塔出戰越南羽毛球大獎賽，在準决赛中以1比2 （21-18、17-21、16-21）不敌赛会4号种子、泰国的宗功攀·吉迪特拉恭/拉温达·巴宗哉。同年11月，她与罗西尔塔·伊卡·普特里·萨里出战馬來西亞羽毛球國際挑戰賽，在女双决赛以2比0（21-18、21-12）击败了赛会头号种子、泰国强档的查亚倪·查拉查兰/帕泰玛斯·门翁，赢得國際挑戰賽女双冠军。

### 2016年
2016年4月，德拉·德斯迪亚拉·哈里斯与罗西尔塔·伊卡·普特里·萨里出战中國羽毛球大師賽，在女双準決賽以0比2（9-21、11-21）不敌赛会头号种子、东道主的骆赢/骆羽。同年7月，她與罗西尔塔·伊卡·普特里·萨里出戰越南羽毛球大獎賽，在决赛中以2比1 (21-11、21-15）横扫赛会5号种子、同胞的蒂亚拉·罗萨莉娅·努莱达赫/里基·艾美莉雅·普拉蒂普塔，夺得冠军。接着9月，她與罗西尔塔·伊卡·普特里·萨里出戰印尼羽毛球大師賽，在準决赛中以1比2 （18-21、21-13、16-21）不敌赛会4号种子、韩国新老组合的蔡侑玎/金昭映。

### 2017年
2017年9月，德拉·德斯迪亚拉·哈里斯與里基·艾美莉雅·普拉蒂普塔出戰越南羽毛球大獎賽，在决赛中以0比2 （16-21、19-21）不敌赛会5号种子、泰国的查亚倪·查拉查兰/帕泰玛斯·门翁。同年10月，她與里基·艾美莉雅·普拉蒂普塔出戰荷蘭羽毛球大獎賽，在决赛中以2比0 （21-17、21-16）击败了赛会头号种子、队友的英吉娅·西塔·阿凡达/尼·克图特·马哈德维·伊斯特拉尼，夺得冠军。同年11月，她与蒂亚拉·罗萨莉娅·努莱达赫出战澳門羽毛球黃金大獎賽，在女双準決賽以0比2（18-21、15-21）不敌赛会8号种子、中国的黄雅琼/于小含。

### 2018年 不敌世锦赛亚军
2018年2月，德拉·德斯迪亚拉·哈里斯参加马来西亚亞羅士打举办的亞洲羽毛球團體錦標賽，助球队赢得女子團體季军。同年4月，她参加中国湖北省武汉市举办的亞洲羽毛球錦標賽，她与里基·艾美莉雅·普拉蒂普塔在首圈以2比0（21-17、21-16）击败了中华台北强档的許雅晴/吳玓蓉；次圈，直落两局以2比0（21-16、21-14）击败了赛会头号种子、东道主的陈清晨/贾一凡；在八强以2比0（21-12、21-12）横扫日本强档的福万尚子/與猶胡桃；在四强以1比2（29-27、17-21、11-21）不敌赛会3号种子、世锦赛亚军的福島由紀/廣田彩花，同时与韩国强档的金昭映/孔熙容并列季军。同年6月，她与里基·艾美莉雅·普拉蒂普塔出战馬來西亞羽毛球公開賽，在女双準決賽以0比2（9-21、9-21）不敌赛会5号种子、奥运冠军的松友美佐紀/高橋禮華。同年8月，她参加本国举办的亞洲運動會羽毛球比賽，助印尼队赢得女子團體季军。同年11月，她与里基·艾美莉雅·普拉蒂普塔出战西德·莫迪羽毛球國際賽，在女双準决赛途中退赛；而对手赛会3号种子、马来西亚强档的鄒美君/李明艷顺利闯进决赛。

### 2019年
2019年3月，德拉·德斯迪亚拉·哈里斯参加香港灣仔举办的亞洲羽毛球混合團體錦標賽，助球队赢得混团季军。同期3月，她与塔尼亚·奥克塔维亚尼·库苏马出战印度羽球公開賽，在女双準决赛以1比2（9-21、21-19、5-21）不敌赛会头号种子、队友的格雷西娅·波利/阿普里亚尼·拉哈育。同年4月，她参加中国湖北省武汉市举办的亞洲羽毛球錦標賽，她与里基·艾美莉雅·普拉蒂普塔在首圈因对手、泰国强档的查亞倪·查拉查蘭/帕泰瑪斯·門翁退赛；次圈以2比0（21-18、21-16）击败了东道主的董文静/馮雪穎；在八强以2比0（21-12、21-18）横扫中华台北强档的張淨惠/楊景惇；在四强以0比2（20-22、12-21）不敌赛会4号种子、中国的陳清晨/賈一凡，同时与日本强档的福島由紀/廣田彩花并列季军。

## 主要比賽成績
只列出曾進入準決賽的國際賽事成績：
| 年份   | 賽事                     | 公開賽級別 | 項目     | 拍檔                       | 成績   |
| ------ | ------------------------ | ---------- | -------- | -------------------------- | ------ |
| 2009年 | 印尼羽毛球國際挑戰賽     | 國際挑戰賽 | 女子雙打 | Wijaya Ni Made Claudia Ayu | 亞軍   |
| 2010年 | 亞洲青年羽毛球錦標賽     | 其他       | 混合團體 | －                         | 準決賽 |
| 2010年 | 亞洲青年羽毛球錦標賽     | 其他       | 混合雙打 | 里奇·卡兰达·苏华迪         | 準決賽 |
| 2010年 | 印度羽毛球黃金大獎賽     | 黃金大獎賽 | 女子雙打 | 苏琪·里基·安迪妮           | 準決賽 |
| 2010年 | 印度羽毛球大獎賽         | 大獎賽     | 女子雙打 | 苏琪·里基·安迪妮           | 準決賽 |
| 2011年 | 印度羽毛球國際挑戰賽     | 國際挑戰賽 | 女子雙打 | 苏琪·里基·安迪妮           | 冠軍   |
| 2012年 | 中華台北羽毛球黃金大獎賽 | 黃金大獎賽 | 女子雙打 | 苏琪·里基·安迪妮           | 亞軍   |
| 2013年 | 荷蘭羽毛球大獎賽         | 大獎賽     | 女子雙打 | 英吉娅·西塔·阿凡达         | 亞軍   |
| 2014年 | 印尼羽毛球國際挑戰賽     | 國際挑戰賽 | 女子雙打 | 英吉娅·西塔·阿凡达         | 準決賽 |
| 2014年 | 保加利亞羽毛球國際賽     | 國際挑戰賽 | 女子雙打 | 盖比·里斯蒂亚妮·伊马万     | 冠軍   |
| 2014年 | 荷蘭羽毛球大獎賽         | 大獎賽     | 女子雙打 | 盖比·里斯蒂亚妮·伊马万     | 準決賽 |
| 2015年 | 奧地利羽毛球公開賽       | 國際挑戰賽 | 女子雙打 | 罗西尔塔·伊卡·普特里·萨里  | 準決賽 |
| 2015年 | 德國羽毛球黃金大獎賽     | 黃金大獎賽 | 女子雙打 | 罗西尔塔·伊卡·普特里·萨里  | 亞軍   |
| 2015年 | 越南羽毛球大獎賽         | 大獎賽     | 女子雙打 | 里基·艾美莉雅·普拉蒂普塔   | 準決賽 |
| 2015年 | 馬來西亞羽毛球國際挑戰賽 | 國際挑戰賽 | 女子雙打 | 罗西尔塔·伊卡·普特里·萨里  | 冠軍   |
| 2016年 | 中國羽毛球大師賽         | 黃金大獎賽 | 女子雙打 | 罗西尔塔·伊卡·普特里·萨里  | 準決賽 |
| 2016年 | 越南羽毛球大獎賽         | 大獎賽     | 女子雙打 | 罗西尔塔·伊卡·普特里·萨里  | 冠軍   |
| 2016年 | 印尼羽毛球大師賽         | 黃金大獎賽 | 女子雙打 | 罗西尔塔·伊卡·普特里·萨里  | 準決賽 |
| 2017年 | 越南羽毛球大獎賽         | 大獎賽     | 女子雙打 | 里基·艾美莉雅·普拉蒂普塔   | 亞軍   |
| 2017年 | 荷蘭羽毛球大獎賽         | 大獎賽     | 女子雙打 | 里基·艾美莉雅·普拉蒂普塔   | 冠軍   |
| 2017年 | 澳門羽毛球黃金大獎賽     | 黃金大獎賽 | 女子雙打 | 蒂亚拉·罗萨莉娅·努莱达赫   | 準決賽 |
| 2018年 | 亞洲羽毛球團體錦標賽     | 其他       | 女子團體 | －                         | 季軍   |
| 2018年 | 亞洲羽毛球錦標賽         | 其他       | 女子雙打 | 里基·艾美莉雅·普拉蒂普塔   | 季軍   |
| 2018年 | 馬來西亞羽毛球公開賽     | 超級750賽  | 女子雙打 | 里基·艾美莉雅·普拉蒂普塔   | 準決賽 |
| 2018年 | 亞洲運動會羽毛球比賽     | 其他       | 女子團體 | －                         | 铜牌   |
| 2018年 | 西德·莫迪羽毛球國際賽    | 超級300賽  | 女子雙打 | 里基·艾美莉雅·普拉蒂普塔   | 準決賽 |
| 2019年 | 亞洲羽毛球混合團體錦標賽 | 其他       | 混合團體 | －                         | 季軍   |
| 2019年 | 印度羽球公開賽           | 超級500賽  | 女子雙打 | 塔尼亚·奥克塔维亚尼·库苏马 | 準決賽 |
| 2019年 | 亞洲羽毛球錦標賽         | 其他       | 女子雙打 | 里基·艾美莉雅·普拉蒂普塔   | 季軍   |
| 2019年 | 越南羽毛球公開賽         | 超級100賽  | 女子雙打 | 里基·艾美莉雅·普拉蒂普塔   | 冠軍   |
| 2019年 | 印尼瑪琅市長羽毛球大師賽 | 超級100賽  | 女子雙打 | 里基·艾美莉雅·普拉蒂普塔   | 亞軍   |
| 2019年 | 澳門羽球公開賽           | 超級300賽  | 女子雙打 | 里基·艾美莉雅·普拉蒂普塔   | 準決賽 |

| 2007-2017年 | 首要超級賽 | 超級賽 | 黃金大獎賽 | 大獎賽 | 國際挑戰賽 | 國際系列賽 | 未來系列賽 | 其他 |

| 2018-2026年 | 總決賽 | 超級1000賽 | 超級750賽 | 超級500賽 | 超級300賽 | 超級100賽 | 國際挑戰賽 | 國際系列賽 | 未來系列賽 | 其他 |

### 奧運會和世錦賽參賽紀錄
|          | 搭檔                     | 2011 | 2012 | 2013 | 2014 | 2015 | 2016 | 2017 | 2018 | 2019 |
| -------- | ------------------------ | ---- | ---- | ---- | ---- | ---- | ---- | ---- | ---- | ---- |
| 女子雙打 | 苏琪·里基·安迪妮         | 32強 | －   | －   | －   | －   | －   | －   | －   | －   |
| 女子雙打 | 英吉娅·西塔·阿凡达       | －   | －   | －   | 8強  | －   | －   | －   | －   | －   |
| 女子雙打 | 里基·艾美莉雅·普拉蒂普塔 | －   | －   | －   | －   | －   | －   | －   | 8強  | 16強 |